# باشگاه فوتبال نورتون و استوکتون آنکینتس
باشگاه فوتبال نورتون و استوکتون آنکینتس (به انگلیسی: Norton & Stockton Ancients Football Club) یک باشگاه فوتبال در شهر نورتون، کانتی دورهام، کشور انگلستان است که در سال ۱۹۵۹ میلادی تأسیس شده‌است.